# Cats (musical)
Cats (în traducere "Pisici") este un musical compus de Andrew Lloyd Webber și bazat pe cartea Old Possum's Book of Practical Cats (Cartea lui Moș Oposum despre Pisicile Poznașe) scrisă de T.S. Eliot. Acest musical a introdus faimoasa melodie „Memory”.
Acesta este în prezent cel de-al doilea muzical, după numărul de spectacole, de pe Broadway și cel de-al patrulea din întreaga lume.
Musizicalul a debutat pe West End în 1981 și apoi pe Broadway în 1982. De fiecare dată fiind regizat de Trevor Nunn și având drept coregraf pe Gillian Lynne, a câștigat numeroase premii, inclusiv Laurence Oliver Award și Tony Award pentru cel mai bun muzical. În Londra, producția a ținut timp de 21 de ani, iar pe Broadway timp de 18 ani, spărgând la acel timp recordul pentru durată în ambele țări. Numele actrițelor Elaine Paige și Betty Buckley au devenit și au rămas până în ziua de azi asociate cu musicalul. O singură actriță, Marlene Danielle, a jucat pe Broadway pentru toți cei 18 ani (din 1982 până în 2000).
Cats a făcut înconjurul lumii și a fost tradus în peste 20 de limbi. În 1998 au avut loc filmări pentru un film de televiziune a acestui musical.

## Istoria producției
Cats este bazat pe cartea lui Eliot, Old Possum's Book of Practical Cats (1939), despre care compozitorul a mărturisit că i-a fost cartea favorită din copilărie. Versurile din poeziile lui Eliot au fost aduse la viață prin muzica compusă de Webber, principala excepție, la versuri, fiind celebrul șlagăr "Memory', ale cărui versuri au fost scrise de Trevor Nunn. Acesta s-a inspirat din poezia "Rhapsody on a Windy Night" (Rapsodie într-o Noapte Vijelioasă), scrisă tot de Eliot. De asemenea, versurile melodiei "Moments of Happiness" (Momente de fericire), provin dintr-un pasaj din Cele patru Cvartete a lui Eliot.
Fiind un muzical neobișnuit judecând după construcție, uvertura încorporează o "fugă" și sunt momente în care muzica însoțește versuri vorbite și nu cântate. Scena, ce are în componență o groapă de gunoi supradimensionată, nu se schimbă deloc de-a lungul spectacolului. Eclectismul lui Lloyd Webber e foarte puternic aici: genurile muzicale variind de la clasic la pop, music hall, jazz, rock și electro-acustic, existând de asemenea și melodii imnice precum: "The Ad-Dressing od Cats" (Ad-dresarea Pisicilor).
Cats a debutat pe West End la New London Theatre la 11 mai 1981. A fost o mică problemă inițial, când Judi Dench, actrița ce trebuia să joace rolul pisicii Grizabella, și-a rupt un tendon în timpul repetițiilor, cu puțin înainte de noaptea deschiderii. Rolul Grizabellei fiind preluat de Elaine Paige. Rolul a făcut-o faimoasă în întreaga lume pe Paige iar melodia "Memory" (ce original trebuia cântată de Geraldine Gardner în rolul pisicii roșii Bombalurina), i-a fost data lui Paige. Muzicalul a fost produs de Really Useful Group, ai cărui patroni sunt Lloyd Webber și Cameron Mackintosh, regizat de Trevor Nunn, al cărui coregraf a fost Gillian Lynne, designer John Napier și lumini de David Hersey. În total au fost 8.949 de spectacole în Londra. Ultimul spectacol de pe West End, Londra, a avut loc la aniversarea a 21 de ani pe 11 mai 2002, și a fost difuzat live pe un ecran amplasat în Convent Garden, spre deliciul fanilor ce nu și-au putut cumpăra bilete pentru ultima reprezentație. A ținut recordul pentru cele mai multe reprezentații în Londra până pe 8 martie 2006, când a fost doborât de pe primul loc de muzicalul Les Miserables (Mizerabilii).
Cats a debutat pe Broadway pe 8 octombrie 1982, la Winter Garden Theatre, cu aceeași echipă de producție. Pe 19 iunie 1997, a devenit muzicalul cu cele mai multe reprezentații de pe Broadway cu 6.138 de spectacole. S-a închis pe 10 septembrie 2000, după 7.485 de reprezentații. A fost doborât, încă o dată, de pe primul loc pe 6 ianuarie 2006 de către muzicalul Fantoma de la Opera, muzical ce încă mai deține, la ora actuală, acest record. Totuși, Cats a rămas cel de-al doilea pe lista celor mai longevive muzicaluri. Webber a susținut că atunci când spectacolul original a fost produs, a costat £900.000, dar pe Broadway însă, a costat $5.000.000.
În 1998, Webber a creat o versiune de film a muzicalului, bazată pe reprezentația originală pentru teatre, cu Elaine Paige, actrița care a jucat-o prima dată pe Grizabella în Londra; Ken Page, actorul ce a jucat primul Old Deuteronomy pe Broadway; Sir John Mills în rolul lui Gus; Michael Gruber în rolul lui Munkustrap; John Partridge în rolul lui Rum Tum Tugger; Jo Gibb în rolul lui Rumpleteazer și mulți alți dansatori și cântăreți veniți de pe scenele mai multor țări, precum Anglia, SUA, Australia și Belgia. Filmul a fost regizat de David Mallet, cu coregrafia lui Gillian Lynne, coregrafa originală a spectacolului în Adelphi Theatre, și a fost lansat pe VHS și DVD și difuzat pe multe posturi de televiziune în întreaga lume. Pe lângă spectacolele din Anglia, SUA, Canada și Australia, muzicalul a mai fost pus în scenă profesional în Ungaria, Austria și Japonia, 1983; Sidney și Toronto, 1985; Germania, 1986; Franța, 1989; Mexic, 1991; Olanda, 1992; Argentina, 1993; Hong Kong, 1994; Spania, 2003; Polonia și Cehia, 2004; Rusia și Estonia, 2005; Israel, Taiwan, Tailanda, Coreea de Sud, China și Finlanda, 2007; Singapore, Hong Kong, Republica Dominicană, Norvegia, Suedia, Africa de Sud, China, Italia, Bulgaria și Japonia, 2009; și Brazilia și Filipine 2010. Cats a fost tradus în peste 20 de limbi.

## Conținut

### Actul 1 - Când Pisicile sunt Înnebunite de Dansul din Miez de Noapte
După uvertură, Pisicile se adună pe scena și povestesc despre tribul Jellicle și scopul lor ('Jellicle Songs for Jellicle Cats'). Pisicile observă oamenii din public și încep să explice cum li se pun nume și de câte nume beneficiază fiecare Pisică din trib ('The Naming of Cats'). Acest număr este urmat de dansul Victoriei, Pisica cea Albă, ce semnalează începutul Balului Jellicle, iar Munkustrap ne spune că în această seara, Old Deuteronomy va alege o pisică pentru a fi renăscută și pentru a duce o viață nouă pe Heavyside Layer.
Munkustrap o prezintă pe Jennyanydots ('The Old Gumbie Cat'), o pisică vărgată. Ea "stă și stă și stă" degeaba întreaga zi, în timp ce noaptea se îngrijește de șoareci și gândaci, învățându-i diverse activități. Jennyanydots își termină numărul de dans, salută celelalte Pisici, dar este întreruptă. Muzica se schimba instantaneu, și Rum Tum Tugger face o intrare extravagantă ('The Rum Tum Tugger'). Tugger e un motan cu o coamă stufoasă și cu pete de leopard pe piept. E foarte capricios și nestatornic, "căci va face cum îi place și nu ai ce-i face".
O pisica gri, bătrână și neîngrijită apare și se uită în jur. Este Grizabella. Toate Pisicile se îndepărtează cu silă de ea și încep să cânte despre soarta ei tristă și ghinionistă ('Grizabella: The Glamour Cat'). Grizabella pleacă și muzica se schimbă într-una plăcută și voioasă. Bustopher Jones, un motan grăsan cu "o blană de un negru boieros" își face intrarea ('Bustopher Jones: The Cat About Town'). Bustopher Jones face parte din elita Pisicilor și vizitează cluburi private pentru gentlemeni. Un zgomot puternic sperie brusc întregul trib. Ar putea fi Macavity? Pisicile fug de pe scenă înfiorate. Câteva chicoteli semnalează intrarea lui Mungojerrie și Rumpleteazer, două pisici cu blană foarte asemănătoare. Ei sunt doi mici hoți, foarte neastâmpărați, cărora le place să cauzeze probleme familiilor lor umane ('Mungojerrie and Rumpelteazer').
Patriarhul tribului Jellicle, Old Deuteronomy, intră în scenă ('Old Deuteronomy'). El e un motan foarte bătrân ce "a trăit multe vieți" și "a avut nouă soții (Chiar mai multe, sunt tentat să spun - nouăzeci și nouă)". Old Deuteronomy este cel ce va alege Pisica ce va fi trimisă la Heavyside Layer. În cele mai multe producții, la acest punct, fac o mică scenetă ('The Awefull Battle of The Pekes and The Pollicles') pentru Old Deuteronomy. Este o povestioară despre două triburi de câini ce se ciocnesc pe stradă, încep să se ia la harță, dar sunt potoliți de Marele Rumpus Cat, un motan cu ochi roșii strălucitori. După câteva cuvinte ale lui Old Deuteronomy despre destinul Pisicilor Jellicle și al Câinilor Pollicle, se mai aude încă un zgomot puternic, presupus a proveni de la Macavity, ce le înfricoșează din nou pe pisici. Dar Old Deuteronomy le cheamă pe toate înapoi și sărbătoarea începe ('The Jellicle Ball'), în care Pisicile cântă, dansează și își afișează "puterile de dans profesionist".
După Bal, Grizabella reapare, refuzând să fie exclusă din festivități. Din nou, ea este respinsă de celelalte Pisici, dar asta nu o împiedică să cânte o versiune scurtă a melodiei 'Memory'.

### Actul 2 - De ce Trebuie Ziua de Vară să se Amâne - De ce Timpul Vrea să Curgă fără a mai Rămâne?
După Balul Jellicle, Old Deuteronomy cântă despre "ce este fericirea", referindu-se la Grizabella. Acest mesaj trece în mod evident pe lângă urechea tuturor, astfel Old Deuteronomy îl mai trimite o dată și Jemima (sau Sillabub, depinzând de țară) îl cântă ca toți să audă ('The Moments of Happiness'). Gus -prescurtare de la Asparagus- apare în scenă ('Gus: The Theatre Cat'). El e motanul ce a fost odată un actor faimos, dar acum a îmbătrânit și "suferă de o paralizie ce îi face labele să tremure". El este acompaniat de Jellylorum, ce povestește publicului despre isprăvile din tinerețea lui. După care, Gus își amintește vremea în care l-a jucat pe infamul Growltiger, Teroarea Tamisei ('Growltiger's Last Stand'). El spune povestea de amor dintre acest pirat și Griddlebone, și cum a fost prins de Siameze și forțat să meargă pe scândură.
Înapoi în prezent, după ieșirea lui Gus din scenă, Skimbleshanks doarme într-un colț ('Skimbleshanks: The Railway Cat'), un motan ce este în mod neoficial responsabil cu drumul trenului de noapte spre Glasgow. El e foarte isteț și foarte important datorită faptului că dacă ar lipsi "trenul nu ar putea pleca din gară".
Cu un al treilea zgomot puternic și un râs diabolic, cel mai "căutat" motan, Macavity, apare. El este "maestrul infracțiunilor" și nu este prins niciodată la locul crimei. Macavity este un motan cu un aspect îngrozitor și singurul "dușman" al tribului. Acoliții lui Macavity aruncă o plasă peste Old Deuteronomy și îl capturează. În timp ce mai multe Pisici îi urmăresc, Demeter și Bombalurina cântă despre ce știu despre Macavity, într-un mod care te-ar face să crezi că ele l-au cunoscut bine în trecut ('Macavity: The Mystery Cat'). Când termină, Macavity se întoarce deghizat în Old Deuteronomy. Când este demascat de Demeter, se luptă cu Munkustrap și Alonzo. Chiar dacă la început le ține piept, Macavity este în cele din urmă copleșit de cei doi, în timp ce și restul tribului începe să-l înconjoare, și este nevoit să se retragă.
Rum Tum Tugger sugerează ca Pisicile să apeleze la Mr. Mistoffelees ('Magical Mr. Mistoffelees'). Mr. Mistoffelees este un motan negru și mărunțel ce poate efectua multe trucuri de magie ce sunt imposibile pentru alte Pisici. Motanul magic reușește să-l aducă înapoi pe Old Deuteronomy, fiind glorificat de întregul trib. Alegerea Jellicle poate fi făcută în sfârșit.
Old Deuteronomy se așează la locul său, iar Grizabella mai apare pentru o ultimă oară. Bătrânul motan îi acordă șansa de a se putea adresa Pisicilor. Aspectul stins și dispoziția ei singuratică accentuează durerea din melodia ce o cântă ('Memory'). Pisicile sunt înmuiate în cele din urmă de lecția de viață pe care Grizabella le-a dat-o și ea este cea aleasă pentru renaștere ('Journey To The Heavyside Layer'). Un cauciuc de mașină uriaș îi ridică la cer pe Old Deuteronomy și Grizabella, iar aceasta este trimisă către o nouă viață. Old Deuteronomy oferă un discurs de încheiere publicului uman ('The Ad-dressing of Cats') și spectacolul se încheie.

## Numere muzicale
| Actul I - Uvertura - Orchestra - Prolog: Jellicle Songs for Jellicle Cats - Compania - The Naming of Cats - Compania - The Invitation to The Jellicle Ball - Victoria, Quaxo, Munkustrap - The Old Gumbie Cat - Jennyanydots, Munkustrap, Bombalurina, Jellylorum, Demeter - The Rum Tum Tugger - Rum Tum Tugger, compania - Grizabella: The Glamour Cat - Grizabella, Demeter, Bombalurina - Bustopher Jones: The Cat About Town - Bustopher, Jennyanydots, Jellylorum, Bombalurina - Mungojerrie and Rumpleteazer - Mungojerrie, Rumpleteazer - Old Deuteronomy - Munkustrap, Rum Tum Tugger, Old Deuteronomy - The Awefull Battle of The Pekes and The Pollicles - Munkustrap, compania - The Jellicle Song - Compania - The Jellicle Ball - Orchestra - Memory - Grizabella | Actul II - The Moments of Happiness/Memory - Old Deuteronomy, Jemima - Gus: The Theatre Cat - Asparagus, Jellylorum - Growltiger's Last Stand, ce încorporează ori 'The Ballad of Billy M'Caw' ori aria italiană 'In Una Tepida Notte' - Growltiger, Griddlebone, Ghengis/Gilbert, siamezele, echipajul - Skimbleshanks: The Railway Cat - Skimbleshanks, compania - Macavity: The Mystery Cat - Demeter, Bombalurina - Macavity Fight - Macavity, Munkustrap, Alonzo - Mr. Mistoffelees - Rum Tum Tugger, Quaxo, cunoscut și sub numele de Mr. Mistoffelees - Jellicle Choice - Jemima, Munkustrap - Memory (Repriza) - Grizabella, Jemima - The Journey to The Heavyside Layer - Compania - Final: The Ad-dressing of Cats - Old Deuteronomy, compania |

## Personaje

### Personaje principale
- Asparagus/Gus - Motanul de la teatru. Unul din cei mai bătrâni motani din trib, ce a fost în tinerețe actor.
- Bombalurina - O pisică roșcată cochetă. Este o vocalistă și o dansatoare principală.
- Bustopher Jones - Un motan grăsan, de "25 de livre". Este îmbrăcat într-un frac negru și jambiere albe. Este respectat de toți, făcând parte din clasa superioară și fiind "motanul din St. James' Street". În cele mai multe producții, actorul ce-l joacă pe Gus îl joaca de asemenea și pe Bustopher Jones, deși în ultimii ani, rolul său este preluat de actorul ce-l joaca pe Old Deuteronomy.
- Demeter - O femelă foarte sperioasă, vocalistă principală.
- Grizabella - Fosta Pisica Glamour ce și-a pierdut strălucirea și tot ceea ce-și dorește acum e să fie acceptată. Grizabella a părăsit tribul în tinerețe pentru a vedea lumea așa cum este ea. A experimentat asprimea lumii și este o proscrisă în lumea Pisicilor.
- Griddlebone - O pisică persană albă și pufoasă. E iubita lui Growltiger în "Growltiger's Last Stand", unde cânta "The Ballad of Billy McCaw" sau "In Una Tepida Notte" (depinzând de producție) cu Growltiger. De cele mai multe ori e jucată de aceeași actriță ca și Jellylorum. Nu apare în producțiile care omit "Growltiger's Last Stand".
- Growltiger - Un personaj de care Gus își amintește că l-ar fi jucat în tinerețe, și care apare în amintirea lui Gus în "Growltiger's Last Stand". În unele producții el este înfățișat ca un pirat hain, în altele el e mai mult o parodie a unui pirat. Nu apare în producțiile care omit "Growltiger's Last Stand".
- Jellylorum - O femelă ce se îngrijește de pisicuțe, împreună cu Jennyanydots. Are o relație apropiată cu Gus.
- Jemima - O pisicuță interschimbabilă cu Sillabub, deși numele de Jemima este folosit în cele mai multe producții internaționale. Este pisicuța ce cântă refrenul de la "Memory" în "The Moments of Happiness" pentru Old Deuteronomy.
- Jennyanydots - Pisica ce se odihnește întreaga zi, iar noaptea instruiește șoarecii și gândacii să facă numai activități constructive și creative, pentru a suprima obiceiurile lor distructive.
- Macavity - Singurul personaj negativ din spectacol. Personajul este o aluzie la personajul Profesorul Moriarty din cărțile cu Sherlock Holmes. De obicei este jucat de același actor ca și Plato sau Admetus.
- Mr. Mistoffelees - Un motan tânăr și negru cu puteri magice, ce nu le poate controla la perfecție încă. Mișcarea lui de dans specifică este "Conjuring Turn". În Marea Britanie, Mr. Mistoffelees are un alter-ego numit Quaxo, ce este doar o pisică de refren și care este îmbrăcat diferit pe parcursul spectacolului. Sunt și excepții în care Quaxo și Mr. Mistoffelees sunt două personaje.
- Mungojerrie - Jumătatea masculină a perechii controversate de hoți, împreună cu Rumpleteazer.
- Munkustrap - El este naratorul spectacolului. E un motan vărgat gri ce este de asemenea și protectorul tribului Jellicle. Este al doilea la conducere după Old Deuteronomy.
- Old Deuteronomy - Iubitorul patriarh al tribului Jellicle. E foarte bătrân și demn.
- Rumpleteazer - Jumătatea feminină a perechii controversate de hoți, împreună cu Mungojerrie.
- Rum Tum Tugger - Casanova-ul tribului. Temperamentul său variază de la mojicesc la serios, și sexual depinzând de producție. Mai mereu cochetează cu femelele și este înfățișat ca echivalentul lui Mick Jagger sau Elvis Presley, și este ușor de recunoscut datorită coamei sale mari.
- Skimbleshanks - Motanul din gara de tren. Un motan vărgat portocaliu și foarte activ care se comportă ca un neoficial conductor de peron, ajungând la un punct în care a devenit indispensabil pentru plecarea trenurilor și pentru toți angajații din stație.
- Victoria - O pisicuță albă înzestrată cu darul dansului. Balul Jellicle "oficial" începe cu dansul ei solo. Ea face de asemenea si un Pas De Deux cu Plato în timpul Balului Jellicle. Ea este de asemenea prima pisică/pisicuță să o atingă și să o accepte pe Grizabella.

### Alte personaje
- Admetus - Un motan sfios cu blană roșiatică și albă. De obicei este jucat de același actor ca și Rumpus Cat și Macavity.
- Alonzo - Un motan cu blană albă și neagră în majoritatea producțiilor; pe Broadway însă, el este un motan vărgat cu blană neagră și aurie. Este considerat uneori al treilea la conducere datorită faptului că luptă cu Macavity.
- Carbucketty - Numele provine din ideea lui T.S.Eliot de "knockabout cat". De obicei e interschimbabil cu personajul Pouncival.
- Cassandra - O femelă abisiniană foarte misterioasă cu blană maro-ciocolatie și coadă împletită.
- Coricopat - Fratele geamăn al lui Tantomile. Coricopat and Tantomile sunt considerați a fi pisici mistice, deoarece simt pericolul înainte ca acesta să fie aparent pentru celelalte personaje.
- Electra și Etcetera - Pisicuțe vărgate, mari fane de a lui Rum Tum Tugger. Electra are blana mai închisă și e mai tăcută, în timp ce Etcetera era o blană deschisă la culoare și un caracter hiperactiv.
- Ghengis sau Gilbert - Conducătorul echipajului de siameze ce contribuie la decesul lui Growltiger. De obicei, este jucat de același actor ca și Mungojerrie, Tumblebrutus sau Pouncival.
- Plato - Un motan aflat la adolescență, jucat de obicei de același actor ca și Macavity. Face un pas de deux împreună cu Victoria la Balul Jellicle. Plato e într-un fel interschimbabil cu Admetus.
- Pouncival - Un pisoiaș jucăuș interschimbabil cu Carbucketty.
- Rumpus Cat - Un motan cu păr țepos și ochi roșii sclipitori, așa cum se menționează în "The Awefull Battle of The Pekes and The Pollicles", fiind văzut ca un fel de super erou printre Pisicile Jellicle. Nu apare în producții ce omit "The Awefull Battle of The Pekes and The Pollicles". Este jucat, de obicei, de același actor ca și Alonzo și Admetus.
- Sillabub - Varianta de pe Broadway a Jemimei. Sillabub a fost un nume creat special pentru producția americană, datorită posibililor conotații rasiste date de numele "Jemima". Producțiile japoneze, australiene (mai exact Brisbane, ce o are pe Jemima doar ca dansatoare) și suedeze le includ și pe Sillabub și pe Jemima ca două personaje diferite.
- Tumblebrutus - Un motan tânăr și foarte jucăuș. Tumblebrutus e un motan vărgat cu blană de culoare maro și albă, caracterizat printr-o pată maro mare peste ochiul stâng. Acest tânăr motan apare în multe numere de dans, având multe solouri în timpul spectacolului. El e versiunea de pe Broadway a lui Bill Baley.
- Tantomile - Sora geamănă a lui Coricopat. Numele a fost creat de T.S.Eliot pentru "Witch's Cat".

## Distribuții notabile
| Actor             | Rol                             |
| ----------------- | ------------------------------- |
| Peter Barry       | Admetus                         |
| Roland Alexander  | Alonzo/Rumpus Cat/Tumblebrutus  |
| Peter Barry       | Bill Bailey                     |
| Geraldine Gardner | Bombalurina                     |
| David Baxter      | Carbucketty                     |
| Seeta Indrani     | Cassandra                       |
| Donald Waugh      | Coricopat                       |
| Sharon Lee Hill   | Demeter                         |
| Anita Pashley     | Electra                         |
| Julie Edmett      | Etcetera                        |
| John Chester      | George                          |
| Elaine Paige      | Grizabella                      |
| Stephen Tate      | Gus the Theatre Cat/Growltiger  |
| Sarah Brightman   | Jemima                          |
| Myra Sands        | Jennyanydots                    |
| Susan Jane Tanner | Jellylorum/Griddlebone          |
| Wayne Sleep       | Quaxo/Mr. Mistoffelees          |
| John Thornton     | Mungojerrie/Macavity            |
| Jeff Shankley     | Munkustrap/Grumbuskin           |
| Brian Blessed     | Old Deuteronomy/Bustopher Jones |
| Paul Nicholas     | Rum Tum Tugger                  |
| Bonnie Langford   | Rumpleteazer                    |
| Ken Wells         | Skimbleshanks                   |
| Femi Taylor       | Tantomile                       |
| Finola Hughes     | Victoria                        |

| Actor                | Rol                                  |
| -------------------- | ------------------------------------ |
| Kenneth Ard          | Plato/Macavity/Rumpus Cat            |
| Betty Buckley        | Grizabella                           |
| Rene Ceballos        | Cassandra                            |
| Walter Charles       | Chorus                               |
| Rene Clemente        | Coricopat/Mungojerrie                |
| Wendy Edmead         | Demeter                              |
| Steven Gelfer        | Carbucketty / Admetus                |
| Harry Groener        | Munkustrap                           |
| Stephen Hanan        | Bustopher Jones/Asparagus/Growltiger |
| Robert Hoshour       | Tumblebrutus                         |
| Janet L. Hubert      | Tantomile                            |
| Reed Jones           | Skimbleshanks                        |
| Whitney Kershaw      | Sillabub                             |
| Donna King           | Bombalurina                          |
| Christine Langner    | Etcetera/Rumpleteazer                |
| Terrence Mann        | Rum Tum Tugger                       |
| Anna McNeeley        | Jennyandots                          |
| Hector Jamie Mercado | Alonzo                               |
| Cynthia Onrubia      | Victoria                             |
| Ken Page             | Old Deuteronomy                      |
| Susan Powers         | Chorus                               |
| Carol Richards       | Chorus                               |
| Joel Robertson       | Chorus                               |
| Timothy Scott        | Mr. Mistoffelees                     |
| Herman W Sebek       | Pouncival                            |
| Bonnie Simmons       | Jellylorum/Griddlebone               |

### 1998 Distribuția filmului[3]
| Actor                  | Rol                 |
| ---------------------- | ------------------- |
| Bryn Walters           | Plato/Macavity      |
| Jason Gardiner         | Alonzo              |
| Tony Timberlake        | Asparagus           |
| Fergus Logan           | Tumblebrutus        |
| Rosemarie Ford         | Bombalurina         |
| James Barron           | Bustopher Jones     |
| Karl Morgan            | Pouncival           |
| Rebecca Parker         | Cassandra           |
| Tommy Sliiden          | Coricopat           |
| Aeva May               | Demeter             |
| Leah Sue Morland       | Electra             |
| Jo Bingham             | Etcetera            |
| Femi Taylor            | Exotica             |
| Frank Thompson         | Rumpus Cat          |
| Elaine Paige           | Grizabella          |
| Sir John Mills         | Gus the Theatre Cat |
| Suzie McKenna          | Jennyanydots        |
| Susan Jane Tanner      | Jellylorum          |
| Veerle Casteleyn       | Jemima              |
| Drew Varley            | Mungojerrie         |
| Michael Gruber         | Munkustrap          |
| Jacob Brent            | Quaxo.Mistoffelees  |
| Ken Page               | Old Deuteronomy     |
| John Partridge         | Rum Tum Tugger      |
| Jo Gibb                | Rumpleteazer        |
| Geoffrey Garratt       | Skimbleshanks       |
| Kaye Brown             | Tantomile           |
| Phyllida Crowley Smith | Victoria            |

### Alți Interpreți Notabili
Electra: Veerle Casteleyn
Grizabella: Dee Roscioli, Lea Salonga, Paula Lima
Jellylorum/Griddlebone: Bonnie Simmons
Munkustrap:  Gary Martin, Steven Houghton
Rumpus Cat/Admetus: Frank Thompson, Jason Gardiner
Rumpleteazer: Veerle Casteleyn, Jo Gibb
Rum Tum Tugger: Daesung
Sillabub: Veerle Casteleyn
Victoria: Veerle Casteleyn

## Alte Distribuții Internaționale Notabile
| Locație                                              | Teatru                       | Premieră           | Munkustrap        | Grizabella                   | Old Deuteronomy      | Gus                 | În alte roluri |  |
| ---------------------------------------------------- | ---------------------------- | ------------------ | ----------------- | ---------------------------- | -------------------- | ------------------- | --- |  |
| Viena                                                | Theater an der Wien          | 24 septembrie 1983 | Steve Barton      | Angelika Milster, Pia Douwes | Gordon Bovinet       |                     | Ute Lemper, KrisTina Decker, Michael Reardon |  |
| Los Angeles                                          | Shubert Theatre              | 7 ianuarie 1985    | Mark Morales      | Kim Criswell                 | George Anthony Bell  |                     | George De La Pena, Rebecca Raider |  |
| Sidney                                               | Theatre Royal, Sydney        | 1985               | Anthony O'Keefe   | Debra Byrne                  | John Bolton Woods    | Grant Smith         | |  |
| Zurich                                               | Musical Theatre Oerlikon     | 9 august 1991      | Paul Hadobas      | Ruth Jacott / Manuela Felice | Jan Polak            | Brian Carmack       | Tibor Kovats, Rory Campbell, Michael Fritzke, Kristi Sperling, Nikki Bolen, David Kent, Leslie Wiesner, Lindsay Chambers, Jasna Ivir, Alexander Riff, Adam Jones, Rod Roberts, Daniella Bruenner, T.J Hee, Annetta Wimmer, Tina Decker, Angela Savage, Kati Farkass, Nikki Romaine, Ton Voogt, Leon Julian Taylor, Manfred Sieffert, Michael Larsen Disney, Gene Scheer, Laura Quin, Kevin Alvey, Niki Ankenbrand, Andie Mellom |  |
| Mexico City                                          | Teatro Silvia Pinal          | 19 aprilie 1991    | Manuel Landeta    | María del Sol                | Enrique del Olmo     |                     | Susana Zabaleta |  |
| Madrid                                               | Teatro Coliseum              | 17 decembrie 2003  | Jack Rebaldi      | Helen de Quiroga             | Pedro Ruy-Blas       | Enrique Sequero     | Edu del Prado, Teresa Cora, Raquel Grijalba, Guadalupe Lancho, Marta Malone, Gorane Markínez, Sandra Rausell, Alberto Sánchez, Paqui Sánchez Melchor, Víctor Ullate |  |
| Varsovia                                             | Teatr Muzyczny ROMA          | 10 ianuarie 2004   | Damian Aleksander | Izabela Zając                | Zbigniew Macias      | Wojciech Paszkowski | |  |
| Hobart                                               | Derwent Entertainment Centre | 17 octombrie 2007  | Michael Lampard   | Debra Byrne                  | Alan Bacon           |                     | |  |
| Coreea de Sud, Singapore, Hong Kong, Brisbane, China | Diferite teatre              | iunie 2008         | Shaun Rennie      | Delia Hannah                 | Han Lim / John Ellis | Michael-John Hurney | John O'Hara, Renee Burleigh, Adrian Ricks, Caleb Bartolo, Markham Gannon, Brenton Wilson, Justine Puy, Emily Keane, Darren Tyler, Mischana Dellora- Cornish, Brent Osborne, James Cooper, Monique Chanel Pitsikas, Alyse Jai Davies, Stephanie Silcock, Sam Marks, Brian Gillespie |  |
| Adelaide, Melbourne, Perth, Sidney                   | Diferite teatre              | 1 ianuarie 2010    | Shaun Rennie      | Delia Hannah                 | John Ellis           | Michael-John Hurney | John O'Hara, Renee Burleigh, Adrian Ricks, Caleb Bartolo, Markham Gannon, Brenton Wilson, Justine Puy, Emily Keane, Emma Waters, Darren Tyler, Mischana Dellora-Cornish, Brent Osborne, James Cooper, Monique Chanel Pitsikas, Alyse Jai Davies, Stephanie Silcock, Brian Gillespie |  |
| São Paulo                                            | Teatro Abril                 | 4 martie 2010      | Julio Mancini     | Paula Lima                   | Saulo Vasconcelos    |                     | |  |
| Rio de Janeiro                                       | Vivo Rio                     | 16 octombrie 2010  | Julio Mancini     | Paula Lima                   | Fernando Palazza     |                     | |  |
| Manila                                               | Tanghalang Nicanor Abelardo  | iulie 2010         | Shaun Rennie      | Lea Salonga                  | John Ellis           | Michael-John Hurney | |  |
| Budapesta/Ungaria                                    | Madách Színház               |                    |                   | Éva Almási                   |                      | Péter Haumann       | Ildikó Hűvosvölgyi, Ildikó Kishonti, Péter Cseke, Béla Szerednyei |  |